# Kremucjusz Kordus
Kremucjusz Kordus (Aulus Cremutius Cordus; zm. 25 n.e.) – rzymski historyk okresu wczesnego cesarstwa, piewca ustroju republikańskiego.
Autor dzieła historycznego, zawierającego dzieje rzymskie od okresu wojen domowych do czasów współczesnych autorowi. W swojej pracy zawarł pochwałę Marka Brutusa, zabójcy Juliusza Cezara, co za panowania Tyberiusza ściągnęło na niego gniew władz. Chcąc uniknąć śmierci z rąk wszechwładnego Sejana popełnił samobójstwo, zagładzając się na śmierć. Jego dzieło zostało publicznie spalone przez edylów, zachowały się tylko nieliczne jego fragmenty.